# Вільям Манро
Вільям Манро (англ. William Munro, нар. 1942) — новозеландський футбольний арбітр. Арбітр ФІФА у 1980—1985 роках.

## Кар'єра
1980 року отримав статус арбітра ФІФА.
Відсудив один матч на молодіжному чемпіонаті світу 1985 року у СРСР на груповому етапі між Китаєм і Мексикою (1:3).
Працював на матчах відбору на чемпіонат світу 1986 року у зоні Океанської футбольної асоціації.